# Estado de Ecuatoria Occidental
Ecuatoria Occidental (en inglés: Western Equatoria, en árabe: غرب الاستوائية‎, Gharb al Istiwa'iyah) es uno de los diez estados que forman Sudán del Sur. Localizado en la antigua región de Ecuatoria, ocupa un área de 79.319 km² y tiene una población estimada de 740.000 habitantes (2007). Yambio es la capital del estado. Limita con los estados de Bar el Gazal Occidental y Warab al norte, la República Democrática del Congo al sur, Ecuatoria Central al este y Lagos al oeste. El gobernador es el político independiente Joseph Bokosoro.
El principal grupo étnico del estado son los azande.
La agricultura y la explotación de madera de alta calidad son las bases de la economía de este estado. El estado posee una red vial precaria de caminos de tierra, la carretera A43 lo comunica con Juba, capital de Sudán del Sur. La A44 sirve de conexión entre los principales centros poblados del estado y lo conecta con Bar el Gazar Occidental y la A43. La otra vía es la carretera que conduce de Maridi a Yei en Ecuatoria Central.
Ecuatoria Occidental posee tres áreas naturales protegidas, el parque nacional del Sur y las reservas de caza de Bire Kptous y Mbarizunga. El principal río es el Jur, que fluye hacia el norte.

## Conflictos armados

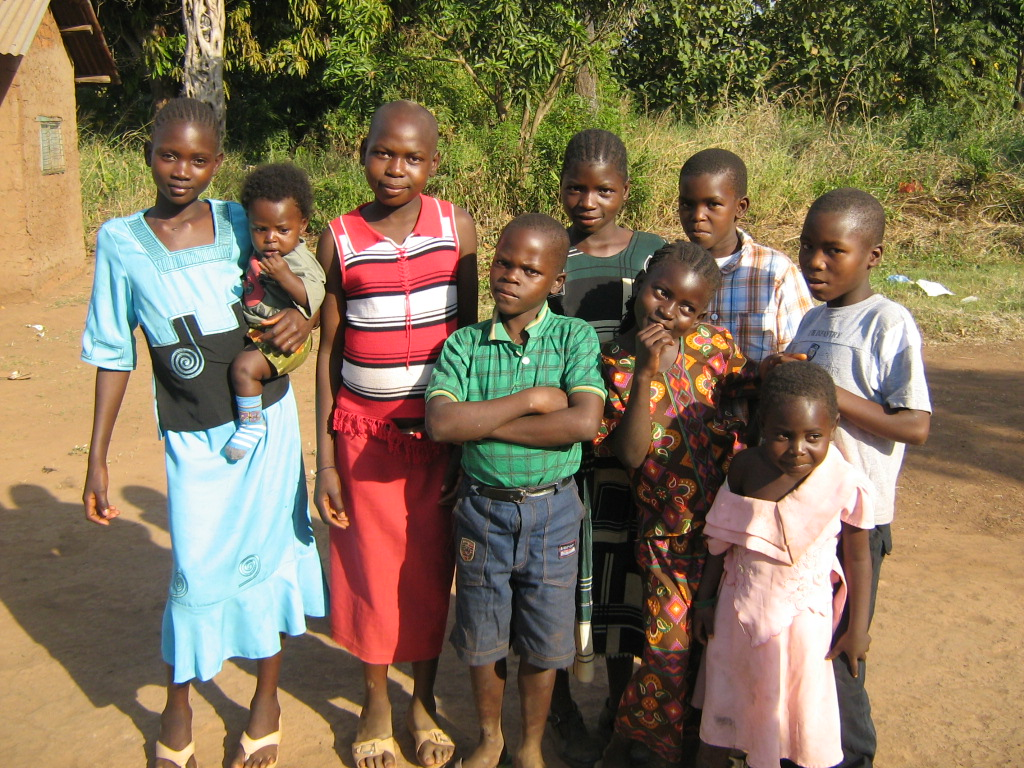
Pobladores de Ecuatoria Occidental.

La región ha sido particularmente afectada por la guerra, primero con la ocupación europea en 1880, luego a mediados del siglo XX con la formación de grupos rebeldes independentistas como Anyanya y la aparición en 1983 del Ejército de Liberación del Pueblo de Sudán. Desde 2005 la guerrilla ugandesa Ejército de Resistencia del Señor (ERS o LRA, por sus siglas en inglés), opera al sur de Sudán y ha perpetrado ataques contra la población civil, así como reclutamientos forzosos a menores. Entre 2008 y 2009 se crearon y se fomenta al grupo paramilitar Arrow Boys para protegerse de ataques del Ejército de Resistencia del Señor.

## Condados
- Ezo
- Ibba
- Maridi
- Mundri Este
- Mundri Oeste
- Mvolo
- Nagero
- Nzara
- Tambura
- Yambio

- Datos: Q319979